# Mosquée de Varamin

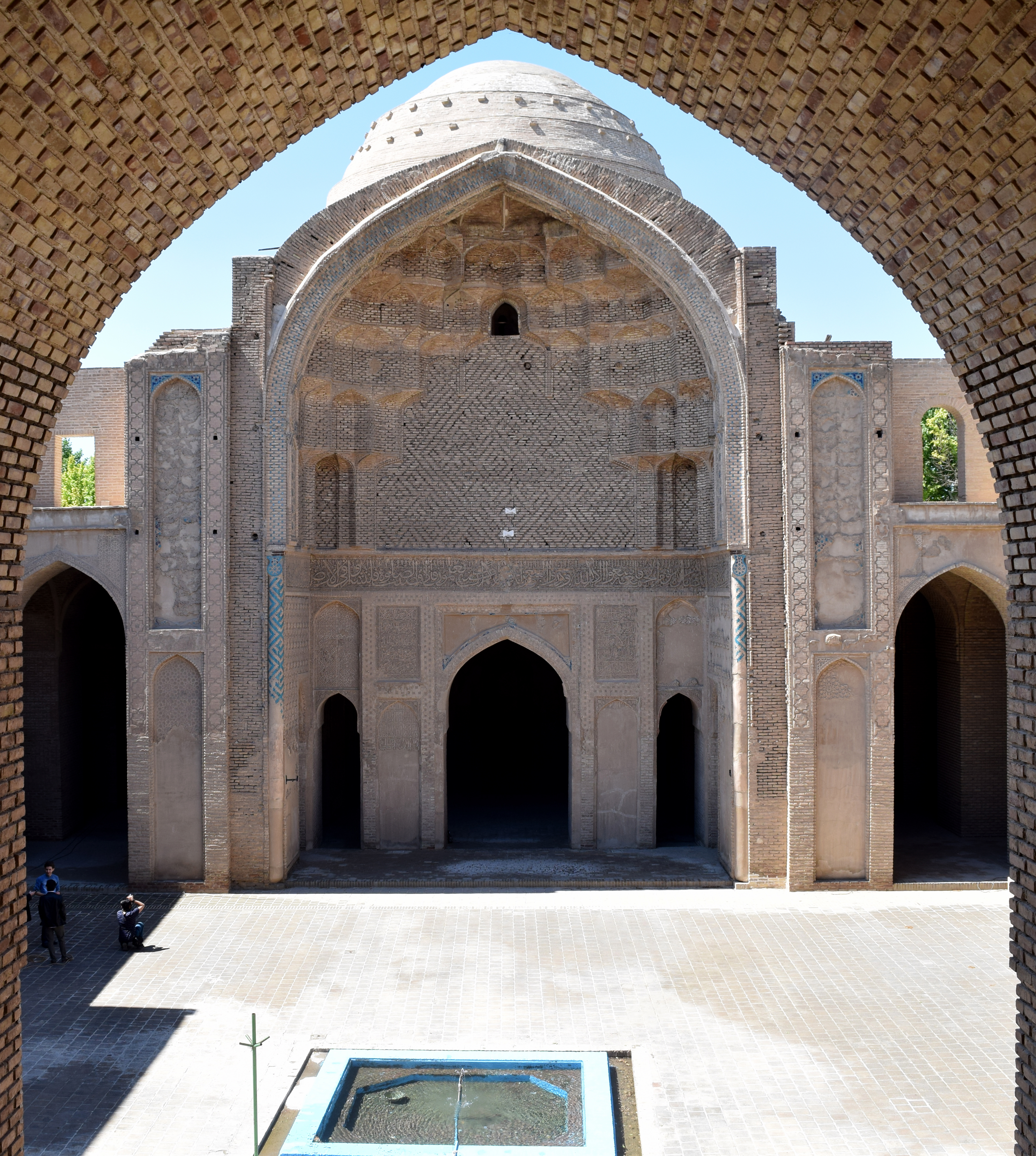
Varamin, la mosquée : cour intérieure et dôme

La mosquée de Varamin ou mosquée du vendredi de Varamin (en persan : مسجد جامع ورامین) est une mosquée de la période ilkhanat (XIIIe siècle) et l'un des plus anciens bâtiments du centre historique de la ville de Varamin dans la province de Téhéran en Iran. Sa construction a commencé pendant la période du règne d'Oldjaïtou (en persan Muhammad Khodabandeh) (1280-1316) et s'est terminée à l'époque de son fils Abou-Saïd Bahadour en 1322 

## Description
Le plan du bâtiment est à quatre iwans forme un rectangle et mesure 66 mètres sur 43 mètres. Il n'est accolé à aucun autre bâtiment . L'historien de l'architecture iranienne Mohammad Karim Pirnia (en) classe cette mosquée parmi celles de l'architecture azérie. Selon les découvertes archéologiques, devant la mosquée se trouvait un réservoir et un bassin d'eau. Le dôme est de forme carrée de dimension 10-5 mètres à sa base et est surmonté d'un tambour de forme octogonale à 16 côtés qui soutient le dôme lui-même. Ce dernier domine l'ensemble des constructions qui s'étendent à ses pieds. Le dôme et les corps de bâtiments sont décorés de briques d'argile. Mohammad Karim Pirnia pense que le dôme était constitué de deux coques et que la partie supérieure a été détruite  
Dans la partie sud-ouest la mosquée est presque entièrement détruite. La structure nord-sud a été restaurée dans les années 2000. Les notes de voyage de l'archéologue française Jane Dieulafoy  (1887) attestent que la structure est en mauvais état depuis longtemps. Des photographies du voyageur britannique Robert Byron prises en 1934 attestent également de l'état des lieux.
La salle de prière est de très grande taille et est éclairée par deux fenêtres latérales et sept fenêtres étroites. Compte tenu du climat de l'Iran, les intérieurs de mosquées sont moins éclairés en Iran que dans l'architecture ottomane des mosquées.
La décoration est riche et variée dans ses matériaux : gypse, glacure vitrifiée, terre cuite, mosaïque, faïence. L'entrée est ornée de terre cuite émaillée de couleur bleu foncé sur laquelle apparaissent des motifs géométriques formant des arabesques. La voûte de la coupole est construite de briques d'argile posées en encorbellement. L'iwan de la salle principale est décoré d'ornements en forme de croix et d'étoiles en terre cuite au-dessus desquels est placé un ruban horizontal contenant des inscriptions calligraphiques.
Trois des murs extérieurs disposent d'une façade, mais pas la façade sud. L'entrée de la mosquée est haute et allongée, semblable à d'autres bâtiments de la période ilkhanat.

## Histoire et restauration
Le bâtiment de la mosquée a été achevé en 1322 de notre ère. Mais au XVe siècle la mosquée a été endommagée en raison d'une catastrophe et n'a plus été entretenue pendant les 5 siècles qui ont suivi. Jane Dieulafoy signale que lors de son passage sur place vers 1880, les iraniens n'osaient pas fréquenter les lieux de crainte d'effondrement du dôme. Cette mosquée a été inscrite sur la liste des monuments nationaux d'Iran  en 1932 de notre ère. Elle a encore été fouillée par des archéologues dans les années 1960 et 1970 et a été restauré dans les années 1980 puis 2000.